# Harper (Kansas)
Harper é uma cidade localizada no estado americano de Kansas, no Condado de Harper.

## Demografia
Segundo o censo americano de 2000, a sua população era de 1567 habitantes.
Em 2006, foi estimada uma população de 1445, um decréscimo de 122 (-7.8%).

## Geografia
De acordo com o United States Census Bureau tem uma área de
3,3 km², dos quais 3,3 km² cobertos por terra e 0,0 km² cobertos por água. Harper localiza-se a aproximadamente 432 m acima do nível do mar.

## Localidades na vizinhança
O diagrama seguinte representa as localidades num raio de 24 km ao redor de Harper.